# Työlki ellää
Työlki ellää foi uma canção escrita por Timo Kiiskinen, que foi seleccionada para representar a Finlândia no Festival Eurovisão da Canção 2010, a 30 de janeiro de 2010. A música foi interpretada por Kuunkuiskaajat. Não logrou chegar à final, tendo sido eliminada na 1.ª meia-final.